# Odorrana khalam
Huia khalam es una especie de anfibio anuro de la familia Ranidae.

## Distribución geográfica yhábitat
Es endémica del sur de Laos y el centro de Vietnam. Su rango altitudinal oscila entre 1100 y 1600 m s. n. m..